# 布賴斯高

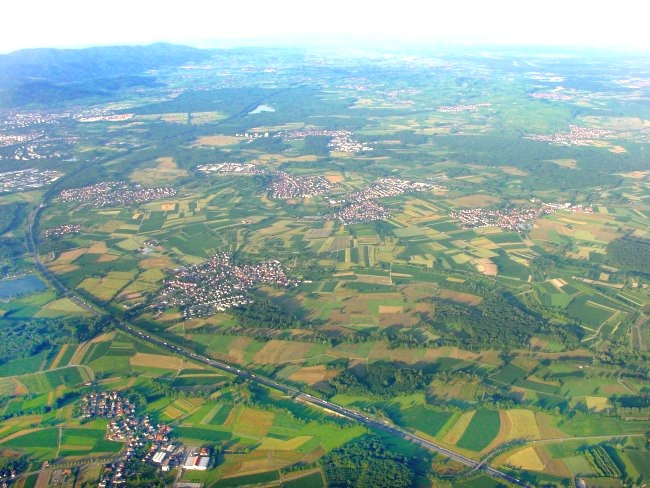

布賴斯高（德語：Breisgau，德語發音：[ˈbʁaɪ̯sɡaʊ̯] ⓘ）是位於德國西南部萊茵河和黑森之間的一個地區。在行政區劃上屬於巴登-符登堡邦。布賴斯高的中心城市弗赖堡。布賴斯高是德國氣候最為溫暖的地區，年平均氣溫為11攝氏度，平均降水量是900 毫米。布賴斯高也是著名的葡萄酒產地。
47°56′N 7°49′E / 47.933°N 7.817°E